# Le Mesnil-au-Grain
Le Mesnil-au-Grain är en kommun i departementet Calvados i regionen Normandie i norra Frankrike. Kommunen ligger i kantonen Villers-Bocage som ligger i arrondissementet Caen. År 2022 hade Le Mesnil-au-Grain 74 invånare.

## Befolkningsutveckling
Antalet invånare i kommunen Le Mesnil-au-Grain
Referens: INSEE